# Гизульф I (князь Салерно)
Гизульф I (итал. Gisulfo I, май 930 — 977/978) — князь Салерно с 952 года, сын и соправитель (с 943 года) Гвемара II. Принял титул «Langobardorum gentis princes» — князь лангобардского народа.

## Биография
Первоначально Гизульф I правил под опекой своей матери и графа Приско. В 946 году соседи Салерно князь Ландульф II Беневентский и герцог Иоанн III Неаполитанский предприняли попытку захватить княжество, но союзник Гизульфа, герцог Амальфи, разгромил противников. В 947 году Гизульф I уже в союзе с Ландульфом II осаждал принадлежащий Неаполю город Нола.
Союз с Беневенто и Капуей оказался взаимовыгодным. В 966 году Гизульф I оказал помощь князьям-соправителям Ландульфу III и Пандульфу I, которым угрожала армия папы Иоанна XIII. Вмешательство Гизульфа остановило войну, и противники примирились. В 974 году уже Пандульф I пришёл на помощь Гизульфу I, изгнанному из Салерно, и восстановил его на престоле.
В 977/978 году Гизульф I умер бездетным, и его наследником в Салерно стал Пандульф I, объединивший в своих руках все три лангобардских княжества Южной Италии — Беневенто, Капую и Салерно.